# Phyllophaga calderasa
Phyllophaga calderasa är en skalbaggsart som beskrevs av Saylor 1937. Phyllophaga calderasa ingår i släktet Phyllophaga och familjen Melolonthidae. Inga underarter finns listade i Catalogue of Life.